# Fondation Vick

Logo

La Fondation Vick a été créée par Edward R. Vick (également fondateur du groupe EVS Translations) en février 2004 en vue de décerner annuellement le Prix Vick du meilleur roman bulgare de l'année. L'initiative d'Edward R. Vick a été saluée par de nombreuses personnalités qui y ont vu une nouvelle chance de relancer la littérature bulgare après presque 15 ans de relative apathie. La Fondation Vick organise également une compétition au terme de laquelle est récompensé le livre de la sélection ayant recueilli le plus grand nombre de suffrages exprimés par le grand public. Ce prix n'a connu que six lauréats, de 2004 à 2009.

## Fonctionnement
Un comité permanent au sein duquel siège, entre autres personnalités, le ministre bulgare de la Culture, Stefan Danailov, élit un jury compétent qui propose une sélection de six romans bulgares à partir desquels est ensuite désigné le lauréat du prix.
Le lauréat reçoit un prix en espèces de 10 000 leva bulgares assorti de l'option d'une traduction de son livre en langue anglaise.
Malgré la demande sérieuse de susciter l'intérêt pour la littérature bulgare moderne, le prix est critiqué à plusieurs égards. La première édition a provoqué la déception après une traduction en anglais par une équipe sans expérience dans la traduction littéraire. De plus, apparaissent régulièrement des commentaires critiques sur la composition du comité permanent de détermination du jury, ainsi que la composition des jurys eux-mêmes. Les cérémonies pompeuses sont également sujettes à critique.
Les litiges deviennent particulièrement forts lors de la compétition en 2006, lorsque le prix est remis à Biolchev, membre du Comité permanent. Biolchev n'a pas refusé le prix, mais un don équivalent monétaire pour la mise en place d'un prix pour la créativité des élèves.
Un scandale apparaît lorsque les fondateurs indiquent prévoir des lauréats  comme député parmi les personnalités politiques comme Maya Manolova ou l'homme d'affaires Hristo Kovachki.
En 2009, dans une lettre ouverte aux médias, Edward Vick a annoncé qu'il mettait fin au financement du prix.
Le Prix Vick du meilleur roman bulgare de l'année a été décerné aux œuvres suivantes :
- 2004 : Le Bourreau [« Екзекуторът »], de Stefan Kisyov[3],[4]
- 2005 : Стъклената река (Staklenata reka)[5],[6] (La Rivière de Verre), d'Emil Andréev[7]
- 2006 : L'Amazone de Varoé [« Амазонката от Варое »][8],[9], de Boyan Biolchev (Publié en langue française en 2008 par les éditions Anabet[10])
- 2007 : La Centrale du Parti [« Партиен дом »], de Guéorgui Ténev[11],[12]
- 2008 : Photo Stoyanovich, d'Evgenia Ivanova[13]
- 2009 : Захвърлен в природата de Milen Ruskov et 18 % Gris [« 18% сиво »] de Zachary Karabashliev.